# Ifigenia in Aulide (Jommelli)
Ifigenia in Aulide è un'opera seria in 3 atti composta da Niccolò Jommelli su libretto di Matteo Verazi.
Fu rappresentata per la prima volta al Teatro Apollo di Roma il 9 febbraio 1751.
Una versione rimaneggiata dell'opera, che includeva alcune arie composte da Tommaso Traetta, fu messa in scena a Napoli nel 1753. In quella rappresentazione debuttò in un ruolo minore Giuseppe Aprile, un cantante castrato che si specializzò poi nel repertorio di Jommelli e fu molto apprezzato da Wolfgang Amadeus Mozart.